# Курбанова, Гульвира Рахимовна
Гульвира Рахимовна Курбанова (род. 23 февраля 1986, Алма-Ата, Казахская ССР, СССР) — казахстанская артистка балета. Заслуженный деятель Республики Казахстан (2014). Ведущая солистка балета Казахского театра оперы и балета имени Абая (с 2004).

## Биография
Родилась 23 февраля 1986 в Алма-Ате. В детстве занималась спортивной гимнастикой, по совету тренера в 1996 году, в возрасте девяти лет, ее отдали в хореографическое училище.
В 2004 году выпустилась из Алматинского хореографического училища им. А. Селезнева. В 2013 году окончила факультет хореографии Казахский государственный женский педагогический университет по специальности «педагог — хореограф».
Замужем. Супруг — Фархад Буриев (г.р. 1988), Ведущий солист театра «Astana Ballet», деятель культуры РК.

## Карьера
С 2004 года артистка балета, ведущая солистка балета Казахского театра оперы и балета имени Абая. Сотрудничала с Имперским балетом Гедиминаса Таранды, но после двухмесячных гастролей вернулась в родной театр.

## Репертуар
Казахский государственный академический театр оперы и балета им. Абая:
- Джульетта — «Ромео и Джульетта», С. Прокофьев
- Аврора — «Спящая красавица», П. Чайковский
- Одетта — Одиллия — «Лебединое озеро» П. Чайковский
- Маша — «Щелкунчик» П. Чайковский
- Китри, Повелительница дриад — «Дон-Кихот» Л. Минкус
- Никия, Гамзатти — «Баядерка» Л. Минкус
- Ширин — «Легенда о любви» А. Меликов
- Сильфида — «Сильфида» Г. Левенсхольд
- Жизель — «Жизель» А. Адан
- Гюльнара, Медора — «Корсар» А. Адан
- Эгина, Фригия — «Спартак» А. Хачатурян
- Мария — «Бахчисарайский фонтан», Б. Асафьев
- Девушка — «Кармина бурана», К. Орф
- Кончитта — «Юнона и Авось», А. Рыбников
- Дочь Султана — «Легенды великой степи», Г. Туткибаева

## Достижения
- Лауреат II премии Международного фестиваля творческой молодежи «Шабыт» (Астана, 2006)
- Лауреат III премии Международного конкурса «Байтерек», Астана.
- Дипломант «Международного конкурса артистов балета» (Сеул, Корея, 2009)
- Лауреат III премии II Международного конкурса артистов балета (Астана, 2009)[4]

## Награды
Награждена почетным нагрудным знаком Министерства культуры Республики Казахстан «Деятель культуры Республики Казахстан»
- 2014 — Присвоено почетное звание «Заслуженный деятель Республики Казахстан» (за заслуги в развитии казахского хореографического искусства)